# Fernando Boldrin
Fernando Henrique Boldrin, né le 23 février 1989 à Cravinhos, est un footballeur brésilo-portugais, évoluant au poste de milieu de terrain. Il est actuellement libre de tout contrat.

## Biographie
Fernando Boldrin commence sa carrière professionnelle au São Carlos en 2007. La même année, le jeune joueur est prêté au FC Slovan Liberec, club tchèque, où il ne joue que six matchs.
Malgré un début de carrière passé dans un relatif anonymat au Brésil, Boldrin s'envole pour la Roumanie en 2014 où il signe au Concordia Chiajna. Ses performances durant la saison 2014-2015 ne passent pas inaperçues et le Brésilien signe à l'Astra Giurgiu l'année suivante. Il y devient un joueur important et contribue au sacre du club en Liga I à l'issue de la saison 2015-2016. Il remporte également la Supercupa României quelques mois plus tard. Toujours joueur de l'Astra en début de saison, Boldrin est transféré au FC Steaua Bucarest au mercato d'été 2016. Il y réalise sa meilleure saison au niveau individuel en marquant huit buts en trente matchs de championnat. 
Boldrin quitte Bucarest au bout d'une saison et signe au club turc du Kayserispor en 2017. Il est prêté au Çaykur Rizespor pour la saison 2018-2019. Boldrin rejoint définitivement le Rizespor à l'été 2019.

## Palmarès
Astra Giurgiu
- Liga I
  - Champion : 2016

- Supercupa României
  - Champion : 2016